# Campeonato Europeo de Judo de 1999
El XLVII Campeonato Europeo de Judo se celebró en Bratislava (Eslovaquia) entre el 20 y el 23 de mayo de 1999 bajo la organización de la Unión Europea de Judo (EJU) y la Federación Eslovaca de Judo. 

## Medallistas

### Masculino
| Evento            | Oro                         | Plata                             | Bronce                                                          |
| ----------------- | --------------------------- | --------------------------------- | --------------------------------------------------------------- |
| –60 kg            | Óscar Peñas García · España | Cédric Taymans · Bélgica          | Nestor Jerguiani · Georgia · Natik Baguirov · Bielorrusia       |
| –66 kg            | Larbi Benboudaoud Francia   | Girolamo Giovinazzo · Italia      | Hüseyin Özkan Turquía Victor Bivol Moldavia                     |
| –73 kg            | Giuseppe Maddaloni · Italia | Aleksei Budõlin Estonia           | Guiorgui Vazagashvili · Georgia · Vitali Makarov · Rusia        |
| –81 kg            | Nuno Delgado Portugal       | Maarten Arens · Países Bajos      | Graeme Randall Reino Unido Djamel Bouras Francia                |
| –90 kg            | Daan De Cooman · Bélgica    | Algimantas Merkevičius · Lituania | Mark Huizinga · Países Bajos · Rəsul Səlimov · Azerbaiyán       |
| –100 kg           | Stéphane Traineau Francia   | Paweł Nastula · Polonia           | Alexandr Mijailin · Rusia · Ariel Zeevi · Israel                |
| +100 kg           | Tamerlan Tmenov · Rusia     | Semir Pepic · Eslovaquia          | Indrek Pertelson Estonia Selim Tataroğlu Turquía                |
| Categoría abierta | Selim Tataroğlu Turquía     | Ernesto Pérez Lobo · España       | Dennis van der Geest · Países Bajos · Alexandru Lungu · Rumania |

### Femenino
| Evento            | Oro                                 | Plata                        | Bronce                                                             |
| ----------------- | ----------------------------------- | ---------------------------- | ------------------------------------------------------------------ |
| –48 kg            | Sarah Nichilo-Rosso Francia         | Laura Moise-Moricz · Rumania | Ann Simons · Bélgica · Liubov Bruletova · Rusia                    |
| –52 kg            | Deborah Allan Reino Unido           | Paula Saldanha Portugal      | Deborah Gravenstijn · Países Bajos · Raffaella Imbriani · Alemania |
| –57 kg            | Isabel Fernández Gutiérrez · España | Magali Baton Francia         | Cinzia Cavazzuti · Italia · Michaela Vernerová · República Checa   |
| –63 kg            | Gella Vandecaveye · Bélgica         | Jennifer Gal · Italia        | Anja von Rekowski · Alemania · Sara Álvarez Menéndez · España      |
| –70 kg            | Ulla Werbrouck · Bélgica            | Ylenia Scapin · Italia       | Yvonne Wansart · Alemania · Úrsula Martín Oñate · España           |
| –78 kg            | Céline Lebrun Francia               | Svetlana Panteleyeva · Rusia | Heidi Rakels · Bélgica · Chloe Cowen · Reino Unido                 |
| +78 kg            | Irina Rodina · Rusia                | Tsvetana Bozhilova Bulgaria  | Brigitte Olivier · Bélgica · Sandra Köppen · Alemania              |
| Categoría abierta | Katja Gerber · Alemania             | Brigitte Olivier · Bélgica   | Clementina Papa · Italia · Françoise Harteveld · Países Bajos      |

## Medallero
| Núm. | País            | Oro | Plata | Bronce | Total |
| ---- | --------------- | --- | ----- | ------ | ----- |
| 1    | Francia         | 4   | 1     | 1      | 6     |
| 2    | Bélgica         | 3   | 2     | 3      | 8     |
| 3    | Rusia           | 2   | 1     | 3      | 6     |
| 4    | España          | 2   | 1     | 2      | 5     |
| 5    | Italia          | 1   | 3     | 2      | 6     |
| 6    | Portugal        | 1   | 1     | 0      | 2     |
| 7    | Alemania        | 1   | 0     | 4      | 5     |
| 8    | Reino Unido     | 1   | 0     | 2      | 3     |
| 8    | Turquía         | 1   | 0     | 2      | 3     |
| 10   | Países Bajos    | 0   | 1     | 4      | 5     |
| 11   | Estonia         | 0   | 1     | 1      | 2     |
| 11   | Rumania         | 0   | 1     | 1      | 2     |
| 13   | Bulgaria        | 0   | 1     | 0      | 1     |
| 13   | Eslovaquia      | 0   | 1     | 0      | 1     |
| 13   | Lituania        | 0   | 1     | 0      | 1     |
| 13   | Polonia         | 0   | 1     | 0      | 1     |
| 17   | Georgia         | 0   | 0     | 2      | 2     |
| 18   | Azerbaiyán      | 0   | 0     | 1      | 1     |
| 18   | Bielorrusia     | 0   | 0     | 1      | 1     |
| 18   | Israel          | 0   | 0     | 1      | 1     |
| 18   | Moldavia        | 0   | 0     | 1      | 1     |
| 18   | República Checa | 0   | 0     | 1      | 1     |
|      | TOTAL           | 16  | 16    | 32     | 64    |